# Begonia wiązolistna
Begonia wiązolistna (Begonia ulmifolia) – gatunek rośliny z rodziny begoniowatych. W stanie dzikim rośnie w północnej części Ameryki Południowej (Brazylia, Gujana Francuska, Surinam, Wenezuela) i na wyspach Trynidad i Tobago. Jest uprawiana jako roślina ozdobna, w Polsce głównie jako roślina pokojowa, dość rzadko. Ogrodnicy zaliczają ją do grupy begonii o ozdobnych liściach.

## Morfologia
Bylina o wzniesionej, bardzo grubej i mięsistej łodydze. Corocznie przyrasta ona na długość 10–15 cm. Liście są duże, niesymetryczne, swoim kształtem i ubarwieniem bardzo podobne do liści wiązu i stąd pochodzi nazwa rośliny. Również gruba łodyga przypomina miniaturowy pień drzewa. Nerwacja liści jest wyraźnie widoczna. Dekoracyjne są również białe kwiaty, zebrane w kwiatostan na szczycie pędów. Roślina zakwita zimą, przy krótkim dniu. Kwiaty są rozdzielnopłciowe, ale kwiaty męskie i żeńskie występują na jednej roślinie (jednopienność). Kwiaty męskie są 4-działowe z licznymi pręcikami. Kwiat żeński jest 5–działkowy z 1 słupkiem. Owocem jest oskrzydlona torebka z drobnymi nasionami.

## Uprawa
- Wymagania: Jest dość łatwa w uprawie. Lubi ziemię przewiewną, lekką. Najlepsza jest standardowa ziemia torfowa. Roślina jest wrażliwa na przeciągi i zanieczyszczenia, szczególnie wyziewy z piecyków gazowych. Wymaga minimalnej temperatury 13 °C w zimie i 15 °C w lecie. Nie lubi bezpośredniego światła słonecznego, dobrze rośnie w ciemniejszym miejscu pokoju, np. przy północnym oknie. Dobrze rośnie w małej doniczce, gdy jednak staje się zbyt ciasna, należy roślinę na wiosnę przesadzić do doniczki większej o jeden numer.
- Pielęgnacja: Podlewać należy wodą bezwapniową, nie zwilżając przy tym liści; latem dwa razy w tygodniu, zimą co 7–10 dni. Od kwietnia do września należy roślinę zasilać rozcieńczonym nawozem wieloskładnikowym. Gdy powietrze jest nadmiernie suche liście należy zraszać. Po kilku latach staje się nieatrakcyjna, gdyż jej pędy nadmiernie się wydłużą i dołem ogołocą z liści. Można ją wówczas odnowić przez silne przycięcie pędów.
- Rozmnażanie: Najprościej przez sadzonki wykonane z wierzchołkowych pędów. Ukorzeniają się dość łatwo, najlepiej przy temperaturze 25 °C w rozmnażarce (pod folią lub szkłem).